# National Rugby League 1969
La New South Wales Rugby Football League de 1969 fue la 62.ª edición del torneo de rugby league más importante de Australia.

## Formato
Los clubes se enfrentaron en una fase regular de todos contra todos, los cuatro equipos mejor ubicados al terminar esta fase clasificaron a la postemporada.
Se otorgaron 2 puntos por el triunfo, 1 por el empate y ninguno por la derrota.

## Desarrollo

### Tabla de posiciones
| Pos. | Equipo                        | Encuentros | Encuentros | Encuentros | Encuentros | Tantos | Tantos | Tantos | Puntos |
| Pos. | Equipo                        | PJ         | PG         | PE         | PP         | F      | C      | Dif    | Puntos |
| ---- | ----------------------------- | ---------- | ---------- | ---------- | ---------- | ------ | ------ | ------ | ------ |
| 1    | South Sydney Rabbitohs        | 22         | 18         | 0          | 4          | 489    | 222    | +267   | 36     |
| 2    | Balmain Tigers                | 22         | 17         | 0          | 5          | 410    | 304    | +106   | 34     |
| 3    | St. George Dragons            | 22         | 14         | 0          | 8          | 411    | 323    | +88    | 28     |
| 4    | Manly-Warringah Sea Eagles    | 22         | 14         | 0          | 8          | 355    | 298    | +57    | 28     |
| 5    | Western Suburbs Magpies       | 22         | 11         | 0          | 11         | 315    | 288    | +27    | 22     |
| 6    | Parramatta Eels               | 22         | 11         | 0          | 11         | 323    | 338    | -15    | 22     |
| 7    | North Sydney Bears            | 22         | 10         | 1          | 11         | 343    | 362    | -19    | 21     |
| 8    | Canterbury-Bankstown Bulldogs | 22         | 10         | 0          | 12         | 316    | 349    | -33    | 20     |
| 9    | Eastern Suburbs               | 22         | 8          | 1          | 13         | 307    | 409    | -102   | 17     |
| 10   | Penrith Panthers              | 22         | 6          | 1          | 15         | 311    | 398    | -87    | 13     |
| 11   | Newtown Jets                  | 22         | 6          | 1          | 15         | 279    | 421    | -142   | 13     |
| 12   | Cronulla-Sutherland Sharks    | 22         | 5          | 0          | 17         | 301    | 448    | -147   | 10     |

|  | Postemporada. |

### Postemporada

#### Semifinales
| 30 de agosto | Manly-Warringah Sea Eagles | 19 - 10 | St. George Dragons |  |  |

| 6 de septiembre | South Sydney Rabbitohs | 14 - 13 | Balmain Tigers |  |  |

#### Final preliminar
| 13 de septiembre | Balmain Tigers | 15 - 14 | Manly-Warringah Sea Eagles |  |  |

#### Final
| 20 de septiembre | South Sydney Rabbitohs | 2 - 11 | Balmain Tigers | Sydney Cricket Ground, Sídney   |  |
|                  |                        |        |                | Asistencia: 58.825 espectadores |  |

| Bandera de Australia   |
| Campeón Balmain Tigers |
| Décimo primer título   |